# Razvodje
Razvodje je v geomorfologiji izraz za mejno ozemlje med porečji, od koder vode (podzemne in nadzemne) tečejo v različne smeri in včasih oddajajo vode v različna morja.
Vsako porečje je zaključena celota, ki ga od drugih porečij ločuje razvodje. Črto, ki razdeljuje dve porečji imenujemo razvodnica, pogosto pa je razvodnico zaradi ohlapnosti meje težko zarisati. Tak primer so široka močvirnata področja poplavnih ravnin ali planot. 
Najlažje se razvodnice zariše tam, kjer porečja razmejujejo gorski vrhovi v gorskih verigah. V preteklosti so tako razvodnice pogosto določale tudi državne meje.